# 법수면
법수면(法守面)는 대한민국 경상남도 함안군의 면이다.

## 개요
함안군의 지세는 남고북저의 지형적 특색을 띠고 있다. 함안군의 서북쪽과 북쪽 경계지역에 남강과 낙동강이 흐르고 있어 이들 두 강은 낮은 구배로 인한 느린 유속 때문에 큰비만 오면 남강과 낙동강의 수위가 급히 높아져 남쪽에서 북쪽으로 흐르는 하천수가 잘 빠지지 못하고 역류하는 현상을 띠게 된다. 따라서 큰비만 오면 본면의 저지대는 홍수피해를 입곤하였다. 그러나 1920년에 축조된 악양제방, 백산제방등의 축조와 남강과 낙동강 상류지역에 건설된 남강다목적댐, 안동댐, 합천댐과 각 하천에 건설된 저수지등의 하천수 조절 능력으로 홍수피해가 줄어 들게 된 영향으로 저습지 및 천수답은 옥토로 변모하였다. 이러한 지형과 지세때문에 산간농업과 평야농업이 조화를 이루게 되었으며 도시근교 농업지역으로서 마산시와 창원시의 배후도시로서 또 농공복합 지역으로 발전되어 가고 있다.

## 연혁
1906년 광무 10년에 마륜리와 대산리를 마륜면과 대산면으로 개칭하여 마륜면은 법수면 윤외리 777번지, 대산면은 강주리 442번지에 사무소를 두었다. 일제시대인 1914년 3월 1일 두 면을 법수면으로 합병하여 대산면사무소를 사용하였으며, 1929년 3월 31일 목조와가 83m2를 신축하였으나 한국전쟁 중 폭파됨에 따라 강주리에 위치한 면청사의 역사를 마감했다. 1954년 1월 20일 법수면 우거리 780-1번지에 목조와가 93m2를 신축하여 우거 소재 면청사 시대를 열었으며, 1980년 2월 20일 현대식으로 신축(1층, 241m2)한데 이어 1984년, 1997년, 2004년 각각 증축 확장하였다. 1998년 7월 15일 행정구역 경계 변경으로 윤내리 부동마을 일부가 가야읍 산서리로 편입되었다.

## 행정 구역
- 강주리(江州里)
- 우거리(于巨里)
- 윤외리(輪內里)
- 윤내리(輪外里)
- 황사리(篁沙里)
- 주물리(主勿里)
- 사정리(沙亭里)
- 대송리(大松里)
- 백산리(白山里)

## 교육
- 법수초등학교
- 관동초등학교(폐교) : 법수면 장백로 675 (강주리)
- 문현초등학교(폐교) : 법수면 장백로 891 (대송리)
- 법수중학교

## 특산물
- 참외
- 수박
- 방울토마도
- 유색피망